# Rudolf Beer
Rudolf Beer (ur. 17 lutego 1911 we Frýdlancie, zm. 1981) – zbrodniarz hitlerowski, kierownik (Schutzhaftlagerführer) obozu koncentracyjnego w Ravensbrück i SS-Obersturmführer.

## Życiorys
Pełnił służbę w obozach koncentracyjnych Dachau i Auschwitz-Birkenau. Od października 1941 do lipca 1944 sprawował stanowisko kierownika obozu żeńskiego w Ravensbrück. Okrutnie znęcał się nad więźniarkami, czasem ze skutkiem śmiertelnym. W bezwzględny sposób eksploatował również ich pracę przymusową. Następnie pełnił także między innymi służbę w Dywizji SS „Wiking”.
W 1950 toczyły się przeciwko Beerowi przed zachodnioniemieckim Sądem w Stuttgarcie dwie sprawy w związku z jego zbrodniami popełnionymi w Ravensbrück. Pierwsza z nich dotyczyła morderstw i innych okrucieństw popełnionych na więźniarkach różnych narodowości (zwłaszcza polskiej, rosyjskiej i niemieckiej). 19 stycznia 1951 Beer skazany został za powyższe zbrodnie na 15 lat pozbawienia wolności. Druga sprawa dotyczyła zabójstwa rosyjskiego więźnia, który został schwytany podczas próby ucieczki. Tym razem Beer został uniewinniony.